# Самфя
Самфя (на английски: Samfya) е град в Северна Замбия. Намира се в провинция Луапула на надморска височина около 1150 m на южния бряг на езерото Бангуеулу. Риболовът и туризмът са основни отрасли в икономиката на града. Ежегодно през октомври тук се провежда фолклорен фестивал. Населението му е 19 907 жители през 2010 г.